# Adel Dridi
Adel Dridi (arabisch عادل الدريدي, DMG ʿĀdil ad-Duraidī; gest. 6. April 2025, Mornaguia, Tunesien) war ein tunesischer Geschäftsmann und Vorsitzender und CEO des Unternehmens Yosr Development. Er wurde wegen Betrugs in Höhe von schätzungsweise 100 Mio. tunesischen Dinar verurteilt.

## Leben

### Betrugs-Affäre
Adel Dridi wurde 2013 für einige Tage verhaftet und am 29. April 2013 wieder freigelassen im Anschluss an eine gerichtliche Untersuchung, die auf Ersuchen der Banque Centrale de Tunisie eingeleitet worden war.
Am 21. Juni 2013 tauchte Dridi unter und überließ 50.000 Kunden ihrem Schicksal, die große Summen bezahlt hatten, um schnellen Profit zu erzielen. Yosr Development hatte den Kunden durch ein Ponzi-System schnelle und attraktive Gewinne als Gegenleistung für ihre Investitionen versprochen.
Trotz eines Ausreiseverbots begab sich Adel Dridi mit einer Sondergenehmigung nach Tabarca, wo er Berichten zufolge die algerische Grenze erreichte und das Geld seiner Opfer mitnahm.
Schließlich gab ein offizieller Sprecher des tunesischen Innenministeriums die Verhaftung von Adel Dridi am 22. Juni  bei der Stadt Sousse bekannt. Er wurde am 12. August 2013 von der Strafkammer des erstinstanzlichen Gerichts in Tunis zu 32 Jahren Gefängnis verurteilt.

### Tod
Adel Dridi starb im Morgengrauen des 6. April 2025 in seiner Zelle im Gefängnis von Mornaguia (المرناقية).